# Pio Veronese
Pio Veronese (Arzignano, 5 maggio 1898 – Vicenza, 29 agosto 1973) è stato un avvocato e calciatore italiano, di ruolo attaccante.

## Carriera
Comincia nel Vicenza nel campionato di Prima Categoria 1919-1920 nella partita Venezia-Vicenza (1-1) del 19 ottobre 1919. Prima di questa gara ufficiale, disputa la partita di inaugurazione del nuovo campo di Viale Verona che vede i berici affrontare la Triestina.
Nel 1923 viene tesserato dal Padova con cui disputa alcune stagioni in Prima Divisione.
Una volta smessa la carriera di calciatore diventa un avvocato penalista.